# Самишкін Володимир Борисович
Володи́мир Бори́сович Сами́шкін (нар. 12 жовтня 1992 — пом. 31 липня 2014) — солдат Збройних сил України, учасник російсько-української війни.

## Життєпис
Народився 1992 року в місті Ашгабат. Сестра жила з бабусею; Володя — з мамою. 2005 року родина переїхала до України — в село Молодецьке (Маньківський район Черкаської області). 2008 року померла мама; опікунство на Володимиром взяла сестра — жив в домі сестри і її чоловіка. Закінчив 2009 року школу села Молодецьке; по тому 2011-го — Черкаський професійний ліцей; слюсар з ремонту автомобілів; водій автотранспортних засобів категорії «С». У часі війни — механік-водій 25-ї Дніпропетровської повітрянодесантної бригади, в/ч А1126 (Гвардійське). Служив за контрактом з 2013 року.
Під час спроби батальйону 25-ї бригади штурмувати місто Шахтарськ Донецької області загинув внаслідок потужних обстрілів бойовиків з РСЗВ «Град» позицій силовиків, а також атаки бойовиків із засідки на колону БТР десантників поблизу Шахтарська. Снаряд влучив у БТР. Російські бойовики знімали тіла загиблих десантників на відео і фото і потім хизувались у соцмережах. Терористи тимчасово поховали біля недобудованої церкви в парку Шахтарська — Артема Джубатканова, Євгена Сердюкова, Олексія Сєдова, Станіслава Трегубчака, Петра Федоряку, Халіна Володимира та, були сумніви — можливо, Володимира Самишкіна. Вважається зниклим старший лейтенант Шатайло Михайло Сергійович — тіло не ідентифіковане.
9 жовтня 2014 р. ексгумований пошуковцями Місії «Ексгумація-200» («Чорний тюльпан») і привезений до Дніпропетровська. Похований на Краснопільському цвинтарі міста Дніпропетровськ як невідомий № 786. Упізнаний за експертизою ДНК 29 липня 2016 року.
Залишилася сестра Лера.

## Нагороди та вшанування
- 22 вересня 2015 року — за особисту мужність і героїзм, виявлені у захисті державного суверенітету та територіальної цілісності України, вірність військовій присязі під час російсько-української війни, відзначений — нагороджений орденом «За мужність» III ступеня (посмертно).[1]
- У листопаді 2015-го відкрито меморіальну дошку його честі в Черкаському професійному ліцеї.[2]
- 12 жовтня 2015 року у селі Молодецьке на кладовищі відкрито пам'ятний знак на честь Володимира Самишкіна.